# Apallates frontalis
Apallates frontalis är en tvåvingeart som först beskrevs av Becker 1912.  Apallates frontalis ingår i släktet Apallates och familjen fritflugor. Inga underarter finns listade i Catalogue of Life.